# Distrito de Santarém

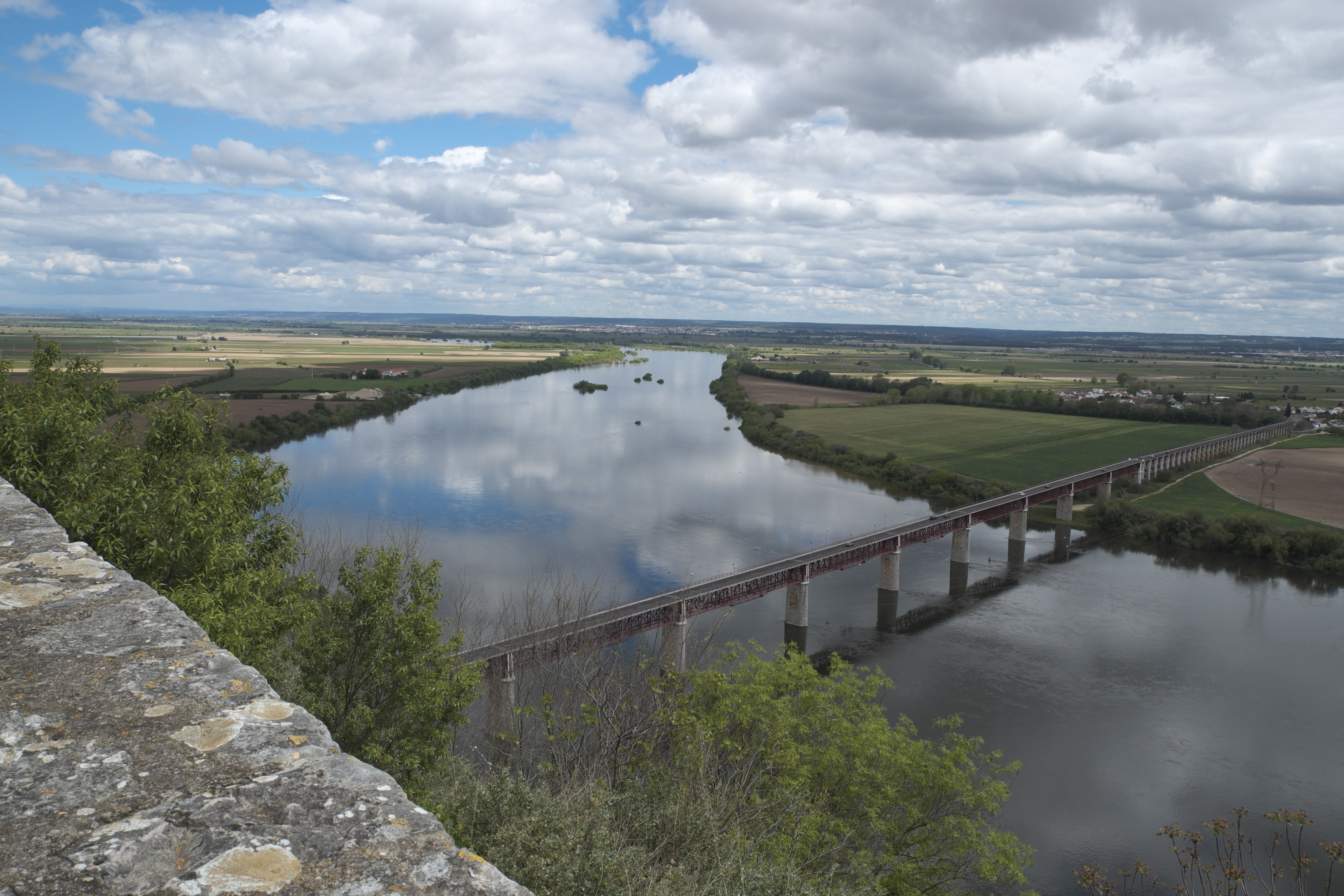
O rio Tejo e lezírias no distrito de Santarém. Vista do jardim das Portas do Sol, em Santarém.

O distrito de Santarém é um distrito português, localizado no centro do país. Limita a noroeste com o distrito de Leiria, a nordeste com o de Castelo Branco, a leste com o de Portalegre, a sudeste com o de Évora, a sul com o de Setúbal e a sudoeste com o de Lisboa. O distrito toma o nome da cidade de Santarém, que lhe foi sede administrativa.
Tem uma área total de 6 747 km², sendo o 3.° distrito com a maior área de todos os distritos nacionais. Em 2022, registou uma população de 433 782 habitantes, o que corresponde a uma densidade populacional de 64 habitantes por km², sendo o 8.° distrito mais populoso do país. 
Engloba 21 municípios que se dividem em 141 freguesias. Atualmente seu território, a NUT III da Lezíria do Tejo e a NUT III do Médio Tejo, estão integradas na nova NUT II do Oeste e Vale do Tejo criada em 2023.

## NUTS
A NUTII do Oeste e Vale do Tejo subdivide-se em 22 municípios. O município da Azambuja
sendo parte da NUTII e da sub-região da Lezíria do Tejo pertence ao distrito de Lisboa.
- Lezíria do Tejo
  - Almeirim
  - Alpiarça
  - Benavente
  - Cartaxo
  - Chamusca
  - Coruche
  - Golegã
  - Rio Maior
  - Salvaterra de Magos
  - Santarém

- Médio Tejo
  - Abrantes
  - Alcanena
  - Constância
  - Entroncamento
  - Ferreira do Zêzere
  - Mação
  - Ourém
  - Sardoal
  - Tomar
  - Torres Novas
  - Vila Nova da Barquinha

## Subdivisões

### Municípios
O distrito de Santarém subdivide-se nos seguintes 21 municípios:
- Abrantes
- Alcanena
- Almeirim
- Alpiarça
- Benavente
- Cartaxo
- Chamusca
- Constância
- Coruche
- Entroncamento
- Ferreira do Zêzere
- Golegã
- Mação
- Ourém
- Rio Maior
- Salvaterra de Magos
- Santarém
- Sardoal
- Tomar
- Torres Novas
- Vila Nova da Barquinha

Até 2002, o distrito integrava-se quase totalmente na Região de Lisboa e Vale do Tejo, com exceção de Mação e Tomar, o único município que pertencia à Região Centro e à sub-região do Pinhal Interior Sul e o Pinhal Interior da Beiras. Os restantes municípios constituíam duas sub-regiões de Lisboa e Vale do Tejo: Médio Tejo e Lezíria do Tejo.
A partir de 2002, após a reformulação dos contornos e renomeação da região de Lisboa e Vale do Tejo, o distrito passou a se repartir entre as regiões Centro e do Alentejo; da Região Centro fazem parte agora as sub-regiões do Médio Tejo, Pinhal Interior Sul e Pinhal Interior da Beiras , e ao Alentejo pertence a sub-região da Lezíria do Tejo
Em 2023, há uma nova reformulação coma criação da nova NUT II do Oeste e Vale do Tejo integrando todos os municípios das sub-regiões do Médio Tejo e da Lezíria do Tejo que estavam até à data integrados na Região do Centro e no Alentejo respetivamente. A nova NUT II passou a integrar também a NUT III do Oeste.

### Cidades
- Abrantes
- Almeirim
- Cartaxo
- Entroncamento
- Fátima (Ourém)
- Ourém
- Rio Maior
- Samora Correia (Benavente)
- Santarém
- Tomar
- Torres Novas

### Vilas
- Alcanena
- Alcanhões (Santarém)
- Alcobertas (Rio Maior)
- Alpiarça
- Amiais de Baixo (Santarém)
- Benavente
- Benfica do Ribatejo (Almeirim)
- Caxarias (Ourém)
- Chamusca
- Constância
- Coruche
- Couço (Coruche)
- Fazendas de Almeirim (Almeirim)
- Ferreira do Zêzere
- Freixianda (Ourém)
- Glória do Ribatejo (Salvaterra de Magos)
- Golegã
- Mação
- Marinhais (Salvaterra de Magos)
- Marmeleira (Rio Maior)
- Minde (Alcanena)
- Olival (Ourém)
- Pontével (Cartaxo)
- Riachos (Torres Novas)
- Salvaterra de Magos
- Sardoal
- Tramagal (Abrantes)
- Tremês (Santarém)
- Vale de Santarém (Santarém)
- Vila Chã de Ourique (Cartaxo)
- Vila Nova da Barquinha

## População
| Número de habitantes | Número de habitantes | Número de habitantes | Número de habitantes | Número de habitantes | Número de habitantes | Número de habitantes | Número de habitantes | Número de habitantes | Número de habitantes | Número de habitantes | Número de habitantes | Número de habitantes | Número de habitantes | Número de habitantes | Número de habitantes |
| -------------------- | -------------------- | -------------------- | -------------------- | -------------------- | -------------------- | -------------------- | -------------------- | -------------------- | -------------------- | -------------------- | -------------------- | -------------------- | -------------------- | -------------------- | -------------------- |
| 1864                 | 1878                 | 1890                 | 1900                 | 1911                 | 1920                 | 1930                 | 1940                 | 1950                 | 1960                 | 1970                 | 1981                 | 1991                 | 2001                 | 2011                 | 2021                 |
| 201762               | 226928               | 254905               | 283312               | 321656               | 335415               | 378268               | 426136               | 460193               | 461707               | 430885               | 454123               | 444880               | 454527               | 453638               | 425431               |

## Património
- Lista de património edificado no distrito de Santarém

## Economia
Segundo o INE, o distrito de Santarém tinha, em 2010, cerca de 46,500 empresas registadas. A média regional do segmento de PME anda em torno de 5.20% e 0.04% para o segmento de Grandes empresas, o que indica que no distrito existem em torno de 2,418 PME e cerca de 19 Grandes. Os restantes 97.76% respetivos a Micro empresas totalizam cerca de 44,063.
Outras estatísticas, da D&B, indicam que existiam 18,952 empresas registadas em 2011 no distrito. Contudo, esta amostra contabiliza apenas empresas com obrigatoriedade legal de prestar contas.

## Política

### Eleições legislativas
| Ano  | %    | D   | %       | D       | %           | D           | %      | D      | %       | D       | %   | D   | %    | D  | %    | D   | %    | D   | %   | D   | %    | D    | %   | D   | %       | D       | % | D | %  | D  | %  | D  |
| Ano  | PS   | PS  | PPD/PSD | PPD/PSD | PCP/APU/CDU | PCP/APU/CDU | CDS-PP | CDS-PP | MDP/CDE | MDP/CDE | UDP | UDP | AD   | AD | FRS  | FRS | PRD  | PRD | PSN | PSN | B.E. | B.E. | PAN | PAN | PSD CDS | PSD CDS | L | L | CH | CH | IL | IL |
| ---- | ---- | --- | ------- | ------- | ----------- | ----------- | ------ | ------ | ------- | ------- | --- | --- | ---- | -- | ---- | --- | ---- | --- | --- | --- | ---- | ---- | --- | --- | ------- | ------- | - | - | -- | -- | -- | -- |
| 1975 | 42,9 | 8   | 18,8    | 3       | 15,1        | 2           | 4,3    | –      | 4,1     | –       | 1,0 | –   |      |    |      |     |      |     |     |     |      |      |     |     |         |         |   |   |    |    |    |    |
| 1976 | 38,3 | 6   | 19,5    | 3       | 16,1        | 2           | 13,8   | 2      |         |         | 1,7 | –   |      |    |      |     |      |     |     |     |      |      |     |     |         |         |   |   |    |    |    |    |
| 1979 | 27,3 | 3   | AD      | AD      | 21,7        | 3           | AD     | AD     | APU     | APU     | 2,2 | –   | 41,0 | 6  |      |     |      |     |     |     |      |      |     |     |         |         |   |   |    |    |    |    |
| 1980 | FRS  | FRS | AD      | AD      | 19,0        | 2           | AD     | AD     | APU     | APU     | 1,2 | –   | 42,1 | 6  | 30,4 | 4   |      |     |     |     |      |      |     |     |         |         |   |   |    |    |    |    |
| 1983 | 38,3 | 5   | 24,6    | 3       | 20,0        | 3           | 10,1   | 1      | APU     | APU     | 1,0 | –   |      |    |      |     |      |     |     |     |      |      |     |     |         |         |   |   |    |    |    |    |
| 1985 | 18,5 | 2   | 27,7    | 4       | 16,4        | 2           | 7,7    | 1      | APU     | APU     | 1,1 | –   | 23,8 | 3  |      |     |      |     |     |     |      |      |     |     |         |         |   |   |    |    |    |    |
| 1987 | 21,7 | 3   | 47,9    | 7       | 12,6        | 1           | 3,6    | –      | 0,5     | –       | 1,0 | –   | 7,3  | 1  |      |     |      |     |     |     |      |      |     |     |         |         |   |   |    |    |    |    |
| 1991 | 29,4 | 3   | 49,1    | 6       | 9,8         | 1           | 3,3    | –      |         |         | –   | –   | 1,0  | –  | 2,2  | –   |      |     |     |     |      |      |     |     |         |         |   |   |    |    |    |    |
| 1995 | 45,8 | 5   | 31,0    | 3       | 9,5         | 1           | 8,7    | 1      | 0,7     | –       |     |     | 0,4  | –  |      |     |      |     |     |     |      |      |     |     |         |         |   |   |    |    |    |    |
| 1999 | 45,5 | 5   | 30,2    | 3       | 10,1        | 1           | 8,1    | 1      |         |         | 0,3 | –   | 2,0  | –  |      |     |      |     |     |     |      |      |     |     |         |         |   |   |    |    |    |    |
| 2002 | 38,4 | 4   | 38,1    | 4       | 8,5         | 1           | 8,4    | 1      |         |         | 2,8 | –   |      |    |      |     |      |     |     |     |      |      |     |     |         |         |   |   |    |    |    |    |
| 2005 | 46,1 | 6   | 26,4    | 3       | 8,6         | 1           | 6,9    | –      | 6,5     | –       |     |     |      |    |      |     |      |     |     |     |      |      |     |     |         |         |   |   |    |    |    |    |
| 2009 | 33,7 | 4   | 27,0    | 3       | 9,3         | 1           | 11,2   | 1      | 11,9    | 1       |     |     |      |    |      |     |      |     |     |     |      |      |     |     |         |         |   |   |    |    |    |    |
| 2011 | 25,9 | 3   | 37,7    | 5       | 9,0         | 1           | 12,3   | 1      | 5,8     | –       | 1,0 | –   |      |    |      |     |      |     |     |     |      |      |     |     |         |         |   |   |    |    |    |    |
| 2015 | 32,9 | 3   | CDS     | CDS     | 9,6         | 1           | PSD    | PSD    | 10,8    | 1       | 1,2 | –   | 35,8 | 4  | 0,5  | –   |      |     |     |     |      |      |     |     |         |         |   |   |    |    |    |    |
| 2019 | 37,1 | 4   | 25,2    | 3       | 7,6         | 1           | 4,7    | –      | 10,2    | 1       | 2,6 | –   |      |    | 0,9  | –   | 2,0  | –   | 0,8 | –   |      |      |     |     |         |         |   |   |    |    |    |    |
| 2022 | 41,2 | 5   | 26,9    | 3       | 5,4         | –           | 1,9    | –      | 4,6     | –       | 1,2 | –   | 0,9  | –  | 10,9 | 1   | 3,8  | –   |     |     |      |      |     |     |         |         |   |   |    |    |    |    |
| 2024 | 27,9 | 3   | AD      | AD      | 4,1         | –           | AD     | AD     | 27,3    | 3       | 4,5 | –   | 1,6  | –  | 2,5  | –   | 23,3 | 3   | 3,8 | –   |      |      |     |     |         |         |   |   |    |    |    |    |

### Eleições autárquicas[6]
Abaixo encontra-se uma tabela com o partido pelo qual foram eleitos os presidentes das 21 câmaras do distrito de Santarém desde 1976. Vê-se um distrito com bastante heterogeneidade de partidos, sem uma evidente primeira força política especialmente nas eleições de 1979, 1982 e 1985 apesar de, mais recentemente, o PS se destacar bastante. Realça-se também os 3 mandatos do BE na câmara de Salvaterra de Magos, a única autarquia alguma vez detida por este partido. Destaca-se por fim a existência de somente 1 bastião, do PSD em Mação, apesar de 6 das câmaras só não o serem por 1 mandato (Abrantes, Almeirim, Benavente, Cartaxo, Ferreira do Zêzere e Vila Nova da Barquinha).
| Data | Abrantes | Abrantes | Alcanena | Alcanena | Almeirim | Almeirim | Alpiarça | Alpiarça | Benavente | Benavente | Cartaxo | Cartaxo | Chamusca | Chamusca | Constância | Constância | Coruche | Coruche | Entroncamento | Entroncamento | Ferreira do Zêzere | Ferreira do Zêzere | Golegã | Golegã | Mação | Mação | Ourém | Ourém   | Rio Maior | Rio Maior | Salvaterra de Magos | Salvaterra de Magos | Santarém | Santarém | Sardoal | Sardoal | Tomar | Tomar | Torres Novas | Torres Novas | Vila Nova da Barquinha | Vila Nova da Barquinha |
| ---- | -------- | -------- | -------- | -------- | -------- | -------- | -------- | -------- | --------- | --------- | ------- | ------- | -------- | -------- | ---------- | ---------- | ------- | ------- | ------------- | ------------- | ------------------ | ------------------ | ------ | ------ | ----- | ----- | ----- | ------- | --------- | --------- | ------------------- | ------------------- | -------- | -------- | ------- | ------- | ----- | ----- | ------------ | ------------ | ---------------------- | ---------------------- |
| 1976 |          | PS       |          | PS       |          | PS       |          | FEPU     |           | PS        |         | PS      |          | PS       |            | PS         |         | FEPU    |               | PS            |                    | PSD                |        | PS     |       | PSD   |       | CDS     |           | PSD       |                     | PS                  |          | PS       |         | PS      |       | PS    |              | PS           |                        | PS                     |
| 1979 |          | PS       |          | AD       |          | PS       |          | APU      |           | APU       |         | PS      |          | APU      |            | PSD        |         | APU     |               | PS            |                    | AD                 |        | PS     |       | AD    |       | PSD     |           | AD        |                     | PS                  |          | PS       |         | PS      |       | AD    |              | AD           |                        | PS                     |
| 1982 |          | PS       |          | PS       |          | PS       |          | APU      |           | APU       |         | PS      |          | APU      |            | PSD        |         | APU     |               | PS            |                    | AD                 |        | PS     |       | AD    |       | CDS     |           | AD        |                     | PS                  |          | PS       |         | PS      |       | AD    |              | AD           |                        | PS                     |
| 1985 |          | PS       |          | PS       |          | PRD      |          | APU      |           | APU       |         | PS      |          | APU      |            | APU        |         | APU     |               | PS            |                    | PSD                |        | PS     |       | PSD   |       | PSD     |           | PS        |                     | PS                  |          | PS       |         | PS      |       | PSD   |              | PSD          |                        | PSD                    |
| 1989 |          | PSD      |          | PS       |          | PS       |          | CDU      |           | CDU       |         | PS      |          | CDU      |            | CDU        |         | CDU     |               | PS            |                    | PSD                |        | CDU    |       | PSD   |       | PSD     |           | PS        |                     | PS                  |          | PS       |         | PS      |       | PS    |              | PSD          |                        | PS                     |
| 1993 |          | PS       |          | PS       |          | PS       |          | CDU      |           | CDU       |         | PS      |          | CDU      |            | CDU        |         | CDU     |               | PS            |                    | PSD                |        | CDU    |       | PSD   |       | PSD     |           | PS        |                     | PS                  |          | PS       |         | PSD     |       | PS    |              | PS           |                        | PS                     |
| 1997 |          | PS       |          | PS       |          | PS       |          | PS       |           | CDU       |         | PS      |          | CDU      |            | CDU        |         | CDU     |               | PS            |                    | PSD                |        | PS     |       | PSD   |       | PSD     |           | PS        |                     | CDU                 |          | PS       |         | PSD     |       | PSD   |              | PS           |                        | PS                     |
| 2001 |          | PS       |          | IND      |          | PS       |          | PS       |           | CDU       |         | PS      |          | CDU      |            | CDU        |         | PS      |               | PSD           |                    | PSD                |        | PS     |       | PSD   |       | PSD     |           | PS        |                     | BE                  |          | PS       |         | PSD     |       | PSD   |              | PS           |                        | PS                     |
| 2005 |          | PS       |          | IND      |          | PS       |          | PS       |           | CDU       |         | PS      |          | CDU      |            | CDU        |         | PS      |               | PSD           |                    | PSD                |        | PS     |       | PSD   |       | PSD     |           | PS        |                     | BE                  |          | PSD      |         | PSD     |       | PSD   |              | PS           |                        | PS                     |
| 2009 |          | PS       |          | PS       |          | PS       |          | CDU      |           | CDU       |         | PS      |          | CDU      |            | CDU        |         | PS      |               | PSD           |                    | PSD                |        | PS     |       | PSD   |       | PS      |           | PSD-CDS   |                     | BE                  |          | PSD      |         | PSD     |       | PSD   |              | PS           |                        | PS                     |
| 2013 |          | PS       |          | PS       |          | PS       |          | CDU      |           | CDU       |         | PS      |          | PS       |            | CDU        |         | PS      |               | PS            |                    | PSD                |        | PS     |       | PSD   |       | PS      |           | PSD-CDS   |                     | PS                  |          | PSD      |         | PSD     |       | PS    |              | PS           |                        | PS                     |
| 2017 |          | PS       |          | PS       |          | PS       |          | CDU      |           | CDU       |         | PS      |          | PS       |            | PS         |         | PS      |               | PS            |                    | PSD                |        | PS     |       | PSD   |       | PSD-CDS |           | PSD-CDS   |                     | PS                  |          | PSD      |         | PSD     |       | PS    |              | PS           |                        | PS                     |
| 2021 |          | PS       |          | PSD-CDS  |          | PS       |          | PS       |           | CDU       |         | PSD     |          | PS       |            | PS         |         | PS      |               | PS            |                    | PS                 |        | IND    |       | PSD   |       | PSD-CDS |           | PSD-CDS   |                     | PS                  |          | PSD      |         | PSD     |       | PS    |              | PS           |                        | PS                     |

Legenda dos principais partidos:
- FEPU - Frente Eleitoral Povo Unido
- APU - Aliança Povo Unido
- CDU - Coligação Democrática Unitária
- BE - Bloco de Esquerda
- PRD - Partido Renovar Democrático
- PS - Partido Socialista
- PSD - Partido Social Democrata
- CDS - Centro Democrático Social
- AD - Aliança Democrática
- PSD-CDS - Coligação Partido Social Democrata - Centro Democrático Social
- IND - Grupo de Cidadãos